# Plavanje
Plavanje je samostojni ali ekipni šport, ki zahteva uporabo celotnega telesa za premikanje skozi vodo. Šport poteka v bazenih ali na odprtih vodah kot v morju, rekah ali v jezeru. Tekmovalno plavanje je eden najbolj priljubljenih olimpijskih športov, z raznolikimi tekmovanji na razdaljah v delfinu, hrbtnem plavanju, prsnem plavanju, prostem slogu in mešanem slogu. Poleg teh posameznih tekmovanj lahko štirje plavalci lahko sodelujejo v prosti ali mešani štafeti. V mešani štafeti so štirje plavalci, ki bodo plavali vsak v svoji vrsti, plavali pa bodo v hrbtno, prsno, delfin in prosti slog.         
Plavanje vsakega sloga zahteva vrsto posebnih tehnik in na tekmovanju obstajajo različna pravila glede sprejemljive oblike za vsak posamezen udarec. Obstajajo tudi predpisi, katere vrste kopalk, kap, nakita in trakov za poškodbe so dovoljene na tekmovanjih. Čeprav lahko tekmovalni plavalci zaradi športa utrpijo več poškodb, kot je tendinitis v ramenih ali kolenih, je s tem športom povezanih tudi več koristi za zdravje ljudi.
Plavanje je lahko tudi za sprostitev. 